# Giải bóng đá Ngoại hạng Anh 2008–09
Giải bóng đá ngoại hạng Anh mùa bóng 2008–09 (tên chính thức là Barclays Premier League) là Giải bóng đá ngoại hạng Anh lần thứ mười bảy kể từ khi tổ chức lần đầu tiên vào năm 1992. Giải diễn ra từ ngày 16 tháng 8 năm 2008 đến ngày 24 tháng 5 năm 2009. Đội đương kim vô địch Manchester United bảo vệ chức vô địch lần thứ 10. Có tổng cộng 20 đội tham dự giải bao gồm 17 đội đã tham dự giải năm trước và 3 đội lên từ hạng nhất.
Bàn thắng đầu tiên do cầu thủ Samir Nasri của câu lạc bộ Arsenal ghi vào lưới đội mới lên hạng West Bromwich Albion vào phút thứ tư của trận đấu diễn ra vào ngày 16 tháng 8. Cầu thủ Gabriel Agbonlahor của câu lạc bộ Aston Villa là người đầu tiên ghi hat-trick (3 bàn 1 trận) trong trận đấu với Manchester City ngày 17 tháng 8..
Manchester United kết thúc mùa giải bằng trận hòa có tỉ số 0–0 với Arsenal vào ngày 16 tháng 5 năm 2009. Đây là lần thứ 11 họ vô địch Premier League qua đó san bằng 18 lần vô địch các giải bóng đá cao nhất nước Anh với Liverpool. Đây lần thứ 2 Manchester United vô địch 3 năm liên tiếp giải Ngoại hạng, lần trước là năm 2001. West Bromwich Albion là câu lạc bộ đầu tiên bị xác định xuống hạng để chơi tại giải hạng nhất sau trận thua 2-0 trước Liverpool vào ngày 17 tháng 5 năm 2009. Hai câu lạc bộ bị xuống hạng tiếp theo là Middlesbrough và Newcastle United. Đây cũng là lần đầu kể từ mùa bóng 2005–06 có hơn 1 đội trụ hạng thành công sau khi lên chơi ở giải Premier League. Do kết thúc lần lượt ở vị trí 5, 6, 7 nên 3 câu lạc bộ Aston Villa, Everton và Fulham sẽ tham gia Europa League.

## Lên hạng và xuống hạng
Đội lên hạng từ Giải bóng đá hạng nhất Anh 2007-08
- Vô địch: West Bromwich Albion
- Á quân: Stoke City
- Lên hạng qua Play-off: Hull City

Đội xuống hạng tới Giải bóng đá hạng nhất Anh 2008-09
- Reading
- Birmingham City
- Derby County

## Bảng xếp hạng
| TT | Đội                  | Trận | Thắng | Hòa | Thua | BT | BB | Hiệu số | Điểm |
| 1  | Manchester United    | 38   | 28    | 6   | 4    | 68 | 24 | +44     | 90   |
| 2  | Liverpool            | 38   | 25    | 11  | 2    | 77 | 27 | +50     | 86   |
| 3  | Chelsea              | 38   | 25    | 8   | 5    | 68 | 24 | +44     | 83   |
| 4  | Arsenal              | 38   | 20    | 12  | 6    | 68 | 37 | +31     | 72   |
| 5  | Aston Villa          | 38   | 17    | 12  | 9    | 55 | 37 | +18     | 63   |
| 6  | Everton              | 38   | 17    | 11  | 10   | 54 | 48 | +6      | 62   |
| 7  | Fulham               | 38   | 14    | 11  | 13   | 38 | 33 | +5      | 53   |
| 8  | Tottenham Hotspur    | 38   | 14    | 9   | 15   | 45 | 45 | 0       | 51   |
| 9  | West Ham United      | 38   | 14    | 9   | 15   | 45 | 45 | 0       | 51   |
| 10 | Manchester City      | 38   | 15    | 5   | 18   | 58 | 50 | +8      | 50   |
| 11 | Wigan Athletic       | 38   | 12    | 9   | 17   | 34 | 45 | -11     | 45   |
| 12 | Stoke City           | 38   | 12    | 9   | 17   | 38 | 55 | -17     | 45   |
| 13 | Bolton Wanderers     | 38   | 11    | 8   | 19   | 41 | 53 | -11     | 41   |
| 14 | Blackburn Rovers     | 38   | 10    | 11  | 17   | 40 | 60 | -20     | 41   |
| 15 | Portsmouth           | 38   | 10    | 11  | 17   | 40 | 60 | -20     | 41   |
| 16 | Sunderland           | 38   | 9     | 9   | 20   | 34 | 54 | -20     | 36   |
| 17 | Hull City            | 38   | 8     | 11  | 19   | 39 | 64 | -25     | 35   |
| 18 | Newcastle United     | 38   | 7     | 13  | 18   | 40 | 59 | -19     | 34   |
| 19 | Middlesbrough        | 38   | 7     | 11  | 20   | 28 | 57 | -29     | 32   |
| 20 | West Bromwich Albion | 38   | 8     | 8   | 22   | 36 | 67 | -21     | 32   |

Cập nhật sau ngày kết thúc mùa giải

## Cầu thủ ghi bàn tốt nhất
| STT | Cầu thủ            | Câu lạc bộ        | Số bàn |
| --- | ------------------ | ----------------- | ------ |
| 1   | Nicolas Anelka     | Chelsea           | 19     |
| 2   | Cristiano Ronaldo  | Manchester United | 18     |
| 3   | Steven Gerrard     | Liverpool         | 16     |
| 4   | Robinho            | Manchester City   | 14     |
| 4   | Fernando Torres    | Liverpool         | 14     |
| 6   | Gabriel Agbonlahor | Aston Villa       | 12     |
| 6   | Darren Bent        | Tottenham Hotspur | 12     |
| 6   | Kevin Davies       | Bolton Wanderers  | 12     |
| 6   | Dirk Kuyt          | Liverpool         | 12     |
| 6   | Frank Lampard      | Chelsea           | 12     |
| 6   | Wayne Rooney       | Manchester United | 12     |

## Cầu thủ hỗ trợ ghi bàn tốt nhất
| Xếp hạng | Cầu thủ          | Câu lạc bộ        | Số đường chuyền |
| -------- | ---------------- | ----------------- | --------------- |
| 1        | Robin van Persie | Arsenal           | 11              |
| 2        | Dimitar Berbatov | Manchester United | 10              |
| 2        | Cesc Fàbregas    | Arsenal           | 10              |
| 2        | Steven Gerrard   | Liverpool         | 10              |
| 2        | Frank Lampard    | Chelsea           | 10              |
| 6        | Stephen Ireland  | Manchester City   | 9               |
| 6        | Dirk Kuyt        | Liverpool         | 9               |
| 6        | James Milner     | Aston Villa       | 9               |
| 6        | Luka Modric      | Tottenham Hotspur | 9               |
| 6        | Ashley Young     | Aston Villa       | 9               |

## Giải thưởng xuất sắc nhất tháng[6]
| Tháng    | Huấn luyện viên xuất sắc nhất | Huấn luyện viên xuất sắc nhất | Cầu thủ xuất sắc nhất | Cầu thủ xuất sắc nhất |
| Tháng    | Huấn luyện viên               | Câu lạc bộ                    | Cầu thủ               | Câu lạc bộ            |
| -------- | ----------------------------- | ----------------------------- | --------------------- | --------------------- |
| Tháng 8  | Gareth Southgate              | Middlesbrough                 | Deco                  | Chelsea               |
| Tháng 9  | Phil Brown                    | Hull City                     | Ashley Young          | Aston Villa           |
| Tháng 10 | Rafael Benítez                | Liverpool                     | Frank Lampard         | Chelsea               |
| Tháng 11 | Gary Megson                   | Bolton Wanderers              | Nicolas Anelka        | Chelsea               |
| Tháng 12 | Martin O'Neill                | Aston Villa                   | Ashley Young          | Aston Villa           |
| Tháng 1  | Sir Alex Ferguson             | Manchester United             | Nemanja Vidić         | Manchester United     |
| Tháng 2  | David Moyes                   | Everton                       | Phil Jagielka         | Everton               |
| Tháng 3  | Rafael Benítez                | Liverpool                     | Steven Gerrard        | Liverpool             |
| Tháng 4  | Sir Alex Ferguson             | Manchester United             | Andrei Arshavin       | Arsenal               |

## Sân vận động
| Đội                  | Sân                               | Sức chứa |
| -------------------- | --------------------------------- | -------- |
| Manchester United    | Old Trafford                      | 75.957   |
| Arsenal              | Sân vận động Emirates             | 60.355   |
| Newcastle United     | St James' Park                    | 52.387   |
| Sunderland           | Sân vận động Ánh sáng             | 48.707   |
| Manchester City      | Sân vận động Thành phố Manchester | 47.726   |
| Liverpool            | Anfield                           | 45.276   |
| Aston Villa          | Villa Park                        | 42.640   |
| Chelsea              | Stamford Bridge                   | 42.055   |
| Everton              | Goodison Park                     | 40.569   |
| Tottenham Hotspur    | White Hart Lane                   | 36.240   |
| West Ham United      | Upton Park                        | 35.303   |
| Middlesbrough        | Sân vận động Riverside            | 35.049   |
| Blackburn Rovers     | Ewood Park                        | 31.367   |
| Fulham               | Craven Cottage                    | 30.500   |
| Bolton Wanderers     | Sân vận động Reebok               | 28.723   |
| Stoke City           | Sân vận động Britannia            | 28.383   |
| West Bromwich Albion | The Hawthorns                     | 28.003   |
| Hull City            | Sân vận động KC                   | 25.404   |
| Wigan Athletic       | Sân vận động JJB                  | 25.138   |
| Portsmouth           | Fratton Park                      | 20.224   |

## Thay đổi huấn luyện viên
| Đội               | huấn luyện viên trước | Lý do                                    | Ngày thôi việc       | huấn luyện viên sau | Ngày bắt đầu         | Vị trí trên bảng xếp hạng |
| ----------------- | --------------------- | ---------------------------------------- | -------------------- | ------------------- | -------------------- | ------------------------- |
| Chelsea           | Avram Grant           | Bị sa thải                               | 24 tháng 5 2008      | Luiz Felipe Scolari | 1 tháng 7 2008       | 3                         |
| West Ham United   | Alan Curbishley       | Từ chức                                  | 3 tháng 9 2008       | Gianfranco Zola     | 11 tháng 9 2008      | 5                         |
| Newcastle United  | Kevin Keegan          | Từ chức                                  | 4 tháng 9 2008       | Joe Kinnear         | 26 tháng 9 năm 2008  | 11                        |
| Tottenham Hotspur | Juande Ramos          | Bị sa thải                               | 25 tháng 10 2008     | Harry Redknapp      | 26 tháng 10 năm 2008 | 20                        |
| Portsmouth        | Harry Redknapp        | Tottenham mua lại với giá 5 triệu bảng   | 26 tháng 10 năm 2008 | Tony Adams          | 28 tháng 10 năm 2008 | 7                         |
| Sunderland        | Roy Keane             | Từ chức                                  | 4 tháng 12 năm 2008  | Ricky Sbragia       | 27 tháng 12 năm 2008 | 18                        |
| Blackburn Rovers  | Paul Ince             | Bị sa thải                               | 16 tháng 12 năm 2008 | Sam Allardyce       | 17 tháng 12 năm 2008 | 19                        |
| Portsmouth        | Tony Adams            | bị sa thải                               | 9 tháng 2 năm 2009   | chưa biết           |                      | 16                        |
| Chelsea           | Luiz Felipe Scolari   | Bị sa thải                               | 9 tháng 2 năm 2009   | Guus Hiddink        | 11 tháng 2 năm 2009  | 4                         |
| Newcastle United  | Joe Kinnear           | Medical break clause                     | 16 tháng 2 năm 2009  | Alan Shearer 4      | 31 tháng 3 năm 2009  | 13                        |
| Sunderland        | Ricky Sbragia         | Từ chức                                  | 24 tháng 5 năm 2009  | Steve Bruce         | 2 tháng 6 năm 2009   | 16                        |
| Wigan Athletic    | Steve Bruce           | Sunderland trả tiền bồi thường 3 triệu £ | 2 tháng 6 năm 2009   | Roberto Martínez    | 15 tháng 6 năm 20095 | 11                        |

### Các bàn thắng
- Bàn thắng đầu tiên của mùa giải: Samir Nasri của Arsenal ghi vào lưới West Bromwich Albion, ở 3 phút 44. (16 tháng 8 năm 2008).[2]
- Bàn thắng cuối cùng của mùa giải: Kenwyne Jones của Sunderland ghi vào lưới Chelsea, phút 90. (24 tháng 5 năm 2009)
- Bàn thắng nhanh nhất: giây thứ 31 – Steve Sidwell của Aston Villa ghi vào lưới Everton (7 tháng 12 năm 2008)[32]
- Bàn thắng muộn nhất: Phút 90+4 và giây thứ 56 – Carlton Cole của West Ham United ghi vào lưới Blackburn Rovers (30 tháng 8 năm 2008)[33]
- Bàn phản lưới nhà đầu tiên của mùa giải: Robert Huth (Middlesbrough) trận gặp Tottenham Hotspur, Phút 90+2 và giây thứ 28 (16 tháng 8 năm 2008)[34]
- Hat-trick đầu tiên và hat-trick được thực hiện nhanh nhất: Gabriel Agbonlahor (Aston Villa) ghi vào lưới Manchester City (17 tháng 8 năm 2008); 7 phút 3 giây[3]
- Cầu thủ ghi nhiều bàn thắng nhất trong 1 trận đấu: 4 bàn  – Andrei Arshavin (Arsenal) vào lưới Liverpool, 36', 67', 70', 90' (21 tháng 4 năm 2009)[35]
- Trận thắng cách biệt nhất 6 bàn – Manchester City 6–0 Portsmouth (21 tháng 9 năm 2008)[36]
- Trận có nhiều bàn thắng nhất: 8 bàn
  - Arsenal 4–4 Tottenham Hotspur (29 tháng 10 năm 2008)[37]
  - Liverpool 4–4 Arsenal (21 tháng 4 năm 2009)[35]
- Số bàn thắng nhiều nhất trong 1 hiệp: 7 bàn – Liverpool - Arsenal (21 tháng 4 năm 2009) 0–1 (hiệp 1), 4–4 (kết thúc) l[35]
- Bàn thắng ghi nhiều nhất trong 1 hiệp 5 bàn  – Manchester United - Tottenham Hotspur (25 tháng 4 năm 2009) 0–2(H1), 5–2 (KT)[38]

### Kỷ luật
- Thẻ vàng đầu tiên của mùa giải: Sam Ricketts của Hull City gặp Fulham, phút thứ 28 giây 6 (16 tháng 8 năm 2008)[39]
- Thẻ đổ đầu tiên: Mark Noble của West Ham United trong trận gặp Manchester City,phút 37 giây 9 (24 tháng 8 năm 2008)[40]
- Thẻ phạt cuối cùng của 1 trận đấu: Michael Dawson (thẻ đỏ) vào phút 90+8 giây 28  trận Tottenham Hotspur gặp Stoke City (19 tháng 10 năm 2008)[41]
- Số thẻ vàng nhiều nhất trong 1 trận: 8
  - Chelsea 1–1 Manchester United – 1 của Chelsea (Mikel John Obi) và 7 của Manchester United (Paul Scholes, Rio Ferdinand, Gary Neville, Dimitar Berbatov, Wayne Rooney, Patrice Evra & Cristiano Ronaldo) (21 tháng 9 năm 2008)[42]
  - Sunderland 1–1 Arsenal – 3 của Sunderland (Dean Whitehead, Kieran Richardson & Dwight Yorke) và 5 của Arsenal (Gaël Clichy, Kolo Touré, Alexandre Song, Nicklas Bendtner & Emmanuel Adebayor) (4 tháng 10 năm 2008)[43]
  - Aston Villa 2–2 Arsenal – 4 của Aston Villa (Gabriel Agbonlahor, Nigel Reo-Coker, Stiliyan Petrov & Gareth Barry) và 5 của Arsenal (Alexandre Song, Kolo Touré, Abou Diaby & Robin van Persie) (26 tháng 12 năm 2008)[44]
  - Manchester United 3–0 Chelsea – 3 của Manchester United (Cristiano Ronaldo, Wayne Rooney & Park Ji-Sung) và 5 của Chelsea (Frank Lampard, José Bosingwa, Ricardo Carvalho, John Terry & Juliano Belletti) (11 tháng 1 năm 2009)[45]
  - Manchester City 1–0 Sunderland – 3 của Manchester City (Valeri Bojinov, Gelson Fernandes & Shaun Wright-Phillips) và 5 của Sunderland (Phil Bardsley, Calum Davenport, Grant Leadbitter, Andy Reid & Anton Ferdinand) (22 tháng 3 năm 2009)[46]
- Số thẻ đỏ nhiều nhất trong 1 trận: 3 – Manchester City 1–2 Tottenham Hotspur – 2 for Manchester City (Richard Dunne & Gelson Fernandes) and 1 for Tottenham Hotspur (Benoît Assou-Ekotto) (9 tháng 11 năm 2008)[47]